# Defensive back
A defensive back az amerikaifutballban az összefoglaló neve azon játékosoknak a védelemben (defense), akik a védekező sorjátékosok és a linebackerek mögött állnak.
Ezeket a posztokat együttesen nevezik secondary néven is. Általában ők a legkisebb és a leggyorsabb játékosok a csapatokban. Fő feladatuk a passzok elleni védekezés, a wide receiverek blokkolása, de támadhatják a tight endet és a running backet.
Mezsorszámaik a futójátékosokkal közösen 20 és 49 között van.
A defensive backet több különböző témára specializálódott játékos alkotja:
- Safety (amerikaifutball)
- Cornerback
  - Nickelback (amerikaifutball), az ötödik defensive back
  - Dimeback, a hatodik defensive back
  - a hetedik, ritka pozíció, amit neveznek dollarbacknek vagy quarterbacknek is. Nem tévesztendő össze a támadó csapat irányítójával.

| Amerikai futball-pozíciók                  | Amerikai futball-pozíciók            | Amerikai futball-pozíciók | Amerikai futball-pozíciók             | Amerikai futball-pozíciók | Amerikai futball-pozíciók               | Amerikai futball-pozíciók | Amerikai futball-pozíciók |
| Offense                                    | Offense                              |                           | Defense                               | Defense                   |                                         | Special teams             | Special teams             |
| ------------------------------------------ | ------------------------------------ | ------------------------- | ------------------------------------- | ------------------------- | --------------------------------------- | ------------------------- | ------------------------- |
| Linemen                                    | Guard, Tackle, Center                | Linemen                   | Nose tackle, Tackle, End, Edge rusher | Rúgó játékosok            | Placekicker, Punter, Kickoff specialist |                           |                           |
| Quarterback                                | Quarterback                          | Linebacker                | Linebacker                            | Snapping                  | Long snapper, Holder                    |                           |                           |
| Backs                                      | Halfback, Fullback, H-back, Wingback | Backs                     | Cornerback, Safety                    | Visszahordás              | Punt returner, Kick returner            |                           |                           |
| Elkapók                                    | Wide receiver, Tight end, Slotback   | Backs                     | Nickelback, Dimeback                  | Szerelés                  | Gunner                                  |                           |                           |
| Formációk - Pozíciók története - Stratégia |                                      |                           |                                       |                           |                                         |                           |                           |